# تحقیقات موضوعی انسانی
تحقیقات موضوعی انسانی (به انگلیسی: Human subject research) یک تحقیق علمی و منظم است که می‌تواند به‌صورت مداخله‌ای (آزمایشی) یا مشاهده‌ای (بدون آزمایشی) باشد و شامل انسان به‌عنوان موضوع تحقیق، به‌طور مشخص به‌عنوان یک موضوع پزشکی است. تحقیقات موضوعی انسانی می‌تواند تحقیقات پزشکی (بالینی) یا تحقیقات غیر پزشکی (به‌عنوان برخی از علوم اجتماعی) باشد.